# Grafmonument van Luit Blom
Het grafmonument van Luit Blom op 2e Algemene Begraafplaats Kovelswade in de Nederlandse stad Utrecht is een rijksmonument.

## Achtergrond
Luit Blom (1878-1932) was als lasser werkzaam op de afdeling Bruggenbouw van Werkspoor, hij was daarnaast sociaal actief en mede-oprichter van woningstichting Eigen Haard.

## Beschrijving
Het monument bestaat uit een staande hardstenen zerk en een geklonken ijzeren constructie in de vorm van een spoorbrug die werd gemaakt door zijn collega's. Op een hardstenen plaat staat de tekst 

Ter nagedachtenis aan onzen hooggeachten chef en vriend L. Blom van beambten en werklieden van Werkspoor

## Waardering
Het grafmonument werd in 2001 in het Monumentenregister opgenomen "vanwege de kunsthistorische waarde vanwege de opmerkelijke vormgeving en tevens vanwege de funerair-historische waarde als onderdeel van begraafplaats Kovelswade."